# 特维尔欧马约
特维尔欧马约（法語：Theuville-aux-Maillots，法語發音：[tøvil o majo]）是法国滨海塞纳省的一个市镇，属于勒阿弗尔区。

## 地理
特维尔欧马约（49°45'55"N, 0°32'38"E）面积7.24 平方千米，位于法国诺曼底大区滨海塞纳省，该省份为法国北部沿海省份，其西部及北部濒大西洋英吉利海峡，东起顺时针与索姆省、瓦兹省、厄尔省和卡爾瓦多斯省接壤。
与特维尔欧马约接壤的市镇（或旧市镇、城区）包括：萨斯托勒莫孔迪、昂热维尔-拉马尔泰勒、贝特勒维尔、克里克托勒莫孔迪、万维尔、泰鲁尔德维尔、瓦尔蒙。

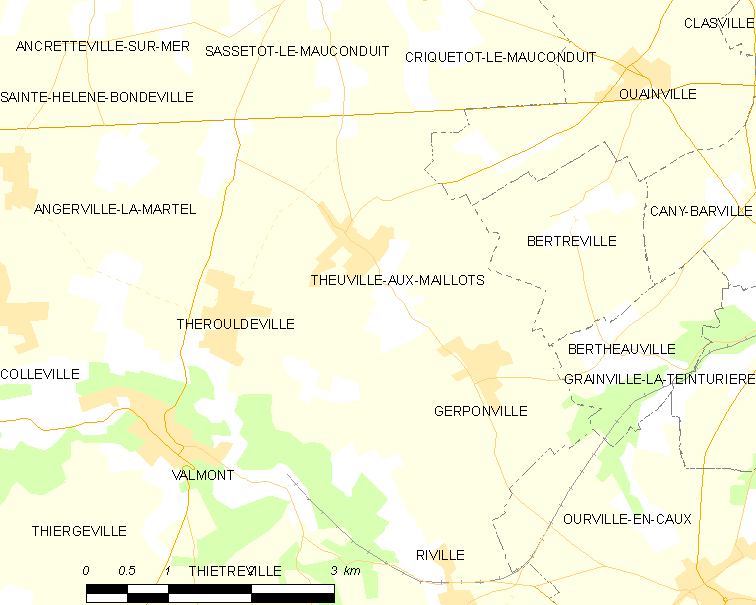
特维尔欧马约的OSM定位图

特维尔欧马约的时区为UTC+01:00、UTC+02:00（夏令时）。

## 行政
特维尔欧马约的邮政编码为76540，INSEE市镇编码为76686。

## 政治
特维尔欧马约所属的省级选区为费康县。

## 人口

1962-2008年间特维尔欧马约人口变化图示

特维尔欧马约于2022年1月1日时的人口数量为525人。